# 26170 Кадзухіко
26170 Кадзухіко (26170 Kazuhiko) — астероїд головного поясу, відкритий 24 січня 1996 року.
Тіссеранів параметр щодо Юпітера — 3,399.